# Draba spectabilis
Draba spectabilis là một loài thực vật có hoa trong họ Cải. Loài này được Greene mô tả khoa học đầu tiên năm 1899.